# ماغنو كروز
ماغنو كروز (بالإنجليزية: Magno Cruz)‏ (ولد في 20 مايو 1988 في سالفادور في البرازيل) لاعب كرة قدم برازيلي في خط الوسط
.

## روابط خارجية
- ماغنو كروز على موقع رابطة كرة القدم اليابانية للمحترفين (اليابانية)
- ماغنو كروز على موقع دوري كوريا الجنوبية (الإنجليزية)
- ماغنو كروز على موقع قاعدة بيانات كرة القدم.إي يو (الإنجليزية)
- ماغنو كروز على موقع Soccerway.com (الإنجليزية)